# راکویا
راکویا (به ایتالیایی: Raccuja) یک کومونه در ایتالیا است که در استان مسینا واقع شده‌است. راکویا ۲۵٫۱ کیلومتر مربع مساحت و ۱٬۲۹۵ نفر جمعیت دارد و ۶۴۰ متر بالاتر از سطح دریا واقع شده‌است.